# Maria Josefa Heimerl
Maria Josefa Heimerl (20. dubna 1866 Vídeň – 8. listopadu 1947 Vídeň) byla německou dramatičkou, básnířkou egerlandského dialektu a recitátorkou.

## Životopis
Maria Josefa Heimerl se mj. věnovala studiu chebského nářečí. Byla epická, lyrická a dramatická spisovatelka. Přispívala do německých časopisů zahraničních i v ČSR. Bydlela ve Vídni VIII. na Laudongasse 69.
Používala pseudonym Emma Heim nebo Hein.